# 天主教亚历山德里亚教区 (美国)
天主教亞歷山德里亞教區（拉丁語：Dioecesis Alexandrina in Louisiana）是美國一個羅馬天主教教區，屬新奧爾良總教區。
教區管轄路易斯安那州中北部，教座位於亞歷山德里亞，2006年時有48,050名教友（佔轄區總人口12.4%）、48個堂區和72名司鐸。現任教區主教為羅勃·W·馬歇爾。
納基托什教區於1853年7月29日成立，1910年8月6日易名為亞歷山德里亞教區，1976年10月18日易名亞歷山德里亞-什里夫波特教區，1986年6月16日再易名至今。